# It's Five O'Clock
Albums de Aphrodite's Child
End of the World
(1968) 666
(1971)
Singles
1. Let Me Love, Let Me Live
Sortie : 1969
2. It's Five O' Clock
Sortie : 1970
3. Such a Funny Night
Sortie : 1970

It's Five O'clock est le deuxième album studio du groupe pop/rock grec Aphrodite's Child sorti en 1969.  La chanson I Want to Live, incluse dans la version remastérisée de 2010, est un arrangement par Vangelis du grand succès Plaisir d'amour de Jean-Paul-Égide Martini  et Jean-Pierre Claris de Florian. 

## Liste des titres

### Pistes
1. It's Five O'Clock - 3:31
2. Wake Up - 4:04
3. Take Your Time - 2:39
4. Annabella - 3:45
5. Let Me Love, Let Me Live - 4:43
6. Funky Mary - 4:11
7. Good Time So Fine - 2:45
8. Marie Jolie - 4:41
9. Such a Funny Night - 4:34

### Titres bonus
(Réédition CD 2007 World Psychedelia Ltd. – WPC6-8505)
1. Parthenon - 4:40
2. Spring, Summer, Winter And Fall - 4:56
3. Air - 4:17

(Réédition CD remastérisée 2010 Esoteric Recordings - ECLEC 2206)
1. I Want to Live - 3:30
2. Magic Mirror - 3:10
3. Lontano dagli occhi - 2:29
4. Quando l'amore diventa poesia - 3:49
5. Spring, Summer, Winter and Fall - 4:57
6. Air - 4:17

## Credits
- Vangelis - orgue, piano, clavecin
- Demis Roussos - chant, basse, guitare
- Lucas Sideras - batterie, percussions, chœurs

## Production
- Aphrodite's Child : production
- Malcolm Toft : ingénieur
- Hitoshi Takiguchi : mastering

## Dans la culture
- 2011 : Le Skylab - It's Five O'Clock (bande originale)